# Óscar Fernández Monroy
Óscar Fernández Monroy (sinh ngày 23 tháng 12 năm 1987), là một cầu thủ bóng đá người México thi đấu ở vị trí tiền đạo cho Sanarate FC.

## Sự nghiệp

### Altamira
Fernández có màn ra mắt chuyên nghiệp vào ngày 22 tháng 7 năm 2012 trước Toros Neza.Oscar Fernandez hiện tại chơi cho Monarcas de moriela ở La Liga MX.